# Reichenbach (Jagst)
Der Reichenbach ist ein 21⁄2 km langer Bach im Gebiet der Gemeinde Westhausen im Ostalbkreis im nordöstlichen Baden-Württemberg, der wenig östlich von Westhausen von links und Südwesten in die oberste Jagst mündet.

## Geographie

### Verlauf
Der Reichenbach entsteht am Ende seines ostwärts laufenden, gewöhnlich gewässerlosen Obertals an einem größeren Gewerbebau neben der Industriestraße auf etwa 535 m ü. NHN. Schon nach weniger als 400 Metern Lauf unter Uferbäumen und entlang einer Haselhecke wendet er sich auf nordöstlichen Lauf, den er in der Folge mit leichten Schwankungen beibehält. Mit spärlicherem Gehölzbewuchs am Ufer erreicht er zwischen Wiesen und Feldern entlang der Industriestraße den Ortsrand des Westhausener Weilers Reichenbach und geht dort in eine Verdolung unter der abzweigenden Talstraße. 
Wo die Talstraße an der St.-Georg-Straße endet, nimmt der verdolte Bach einen bis dahin etwa ebenso langen Zufluss von Süden her auf, der wenig unterm Burgstall der Burg Reichenbach entspringt und nur periodisch Wasser führt. Der Reichenbach läuft weiterhin unterirdisch nun unter der St.-Georg-Straße, bis er am Abgang der Straße Steignühl von dieser wieder ins Freie tritt, die Wettewiesen durchläuft und dann in einem relativ neuen Siedlungsteil zwischen den Häusern an der Uhlandstraße rechts und der Erich-Kästner-Straße links in auffällig kleinmäanderreichem Lauf den unteren Ortsrand von Reichenbach erreicht. 
Wieder setzt eine Galerie am Lauf ein und zwischen Äckern erreicht er in von nun an aus schnurgeraden Stücken zusammengesetztem Graben bald die querende Bahnstrecke Stuttgart-Bad Cannstatt–Nördlingen. Ein weiteres kurzes Laufstück bis zur Bundesstraße 29 folgt, und nachdem er jenseits dieser noch an den Tennisplätzen östlich von Westhausen entlanggelaufen ist, setzt am Rande der querenden Gemeindestraße von Westhausen wenig im Westen nach dem viel weiter im Osten liegenden Westhausener Weiler Westerhofen der Gehölzbewuchs am Lauf aus. Jenseits dieser Straße passiert er das rechtsseits liegende Westhausener Freibad. Danach grenzen an den kahlen, geraden Graben nurmehr Äcker und wenige landwirtschaftliche Gebäude.
Etwa 400 Meter östlich des Westhausener Ortsrandes und weniger als hundert Meter unterhalb der Brücke einer weiteren Straße von Westhausen ins diesmal rechtsjagstische Westerhofen fließt der Reichenbach auf 465,4 m ü. NHN von links in die oberste Jagst ein. Er hat einen 2,4 km langen Lauf mit mittlerem Sohlgefälle von etwa 29 ‰ und mündet etwa 70 Höhenmeter unter seinem Laufbeginn an der Industriestraße.
Auf einer topographischen Karte aus der 1930ern zeigt der Reichenbach unterhalb der heutigen Ortsgrenze von Reichenbach einem teils gewundenen Verlauf; er wurde also dort seitdem begradigt.

### Einzugsgebiet
Der Reichenbach hat ein 3,8 km² großes Einzugsgebiet, das mit den etwa zwei Dritteln seines oberen, westlichen und südlichen Teils naturräumlich dem Nordwestlichen Härtsfeld im Unterraum Härtsfeld von Albuch und Härtsfeld angehört, während das Drittel offenen Anteils mit dem ungefähr an der Naturraumgrenze einsetzenden Reichenbach-Lauf im Hügelland von Baldern des Unterraums Härtsfeldvorland des Östlichen Albvorlandes liegt. Mit etwa 720 m ü. NHN am höchsten ist es an der Südwestecke auf der flachen Höhenkuppe des Maienbergs. Fast das gesamte Gebiet liegt in der zentralen Teilgemarkung der Gemeinde Westhausen, ausgenommen nur ein kleiner Randzwickel Waldes an der Südostecke, der zum Stadtbezirk Waldhausen von Aalen gehört.
Um die offene Talmulde ab dem ortsfernen Gewerbegebiet an der Industriestraße steht im Nordwesten der 669,8 m ü. NHN hohe Spornberg Bohler, im Osten von ihr setzt der Erbisberg-Sporn auf etwa 650 m ü. NHN an der zum Jagsttal hin einfallenden Härtsfeld-Hochfläche an. Wenig unter dem Trauf verläuft die Bundesautobahn 7 nach ihrem Albanstieg im Agnesburgtunnel, dessen Bergportal wenig westlich über dem Gewerbegebiet steht. Die Trasse trennt ungefähr das trockene Obertal im Wald auf der Alb vom tieferen offenen Einzugsgebiet. 
Siedlungsplätze am Lauf sind dieses Gewerbegebiet und der größtenteils linksseits liegende Weiler Reichenbach. Im Einzugsgebiet liegen daneben nur noch eine neuere Siedlung am Ostrand des Dorfes Westhausen.
Reihum grenzen die Einzugsgebiete der folgenden Nachbargewässer an:
- Im Westen liegt das Quellgebiet des Kocher-Zuflusses Mittelbach;
- im Nordwesten entwässert der Egelsbach in gleicher Richtung wie der Reichenbach und etwas tiefer als dieser ebenfalls in die oberste Jagst, die wie der Kocher den Neckar speist;
- im Osten laufen nur zwei kurze, namenlose und unbeständig wasserführende Gräben nunmehr oberhalb zur Jagst;
- im Süden beginnt auf der verkarsteten Härzfeldhochfläche das Einzugsgebiet der Egau, die ersten dauerhaften Fließgewässer darin sind allerdings mehr als ein Dutzend Kilometer von der Wasserscheide entfernt. Da die Egau zur Donau entwässert, ist die Südgrenze des Einzugsgebietes ein Teilstück der Europäischen Hauptwasserscheide zwischen Rhein und Nordsee diesseits und Schwarzem Meer jenseits.

### Zuflüsse
Etwas westlich des Bergportals des Agnesburgtunnels entspringt auf etwa 585 m ü. NHN das Hubertus-Brünnele im gewöhnlich trockenen Wald-Obertal.
Dem Reichenbach fließt, zuletzt verdolt, im südlichen Teil des Weilers Reichenbach an der Ecke Talstraße/St.-Georg-Straße von rechts ein Quellbach zu, der wie der Reichenbach selbst bis dorthin etwa 0,7 km lang ist. Er entspringt unter dem Schlössle genannten Burgstall der Burg Reichenbach, der unmittelbar an die Autobahntrasse grenzt, einer gefassten Quelle auf etwa 570 m ü. NHN, mündet auf etwa 605 m ü. NHN und führt nur zeitweilig Wasser. Sein Einzugsgebiet ist etwa 0,7 km² groß, während der tiefer entspringende Reichenbach selbst durch die weite Westerstreckung seines trockenen Obertals an der Zumündung schon ein etwa 2,1 km² großes Einzugsgebiet angesammelt hat.

## Geologie
Im gesamten obere Einzugsgebiet stehen mesozoisch Weißjuragesteine bis hinauf zur Oberen Felsenkalk- und zur Unteren Massenkalk-Formation, in zwei Schichtinseln überlagert durch quartäre Feuersteinlehme und -schlufflehme. Weißjura-Hangschutt liegt abwärts bis fast an den Nordrand des Weilers Reichenbach. Dort beginnt dann eine Zone mit dem Eisensandstein im schon tiefen Braunen Jura und rechtsseits folgt mündungsnah noch der Opalinuston. Fast nur linksseits sind diese Braunjuraschichten von Goldshöfer Sanden überlagert, das sind im Pleistozän in ihrem Albeintrittstrichter angeschwemmte Sedimente der Urbrenz.
Der Bachlauf begleitet von Anfang an ein Schwemmlandband, das sich bergwärts nach Westen weit über die ziemlich niedrig liegende Quelle hinaus erstreckt und talwärts zuletzt stark ausweitet. An linken Hang wurde am Bohler früher ein Abbau wohl in der Wohlgeschichtete-Kalke-Formation des Weißjura betrieben.

## Natur und Schutzgebiete
Der Reichenbach ist auf seinem östlich ziehenden Anfangsstück etwa einen halben bis einen Meter breit und fließt naturnah pendelnd in einem Gehölz über steiniger Sohle. Sein anderer Oberlauf aus Richtung des Burgstalls ist anfangs steil und mehrere Meter tief ins Gelände eingerissen, er fließt über kleine Fälle. Seine anfangs steinige, im später flacheren Lauf mit kiesig-steinigem Sediment bedeckte Sohle ist wohl etwas breiter als das des obersten Reichenbachs. Weiter unten am Lauf nach dem Weiler Reichenbach bis zur Freibad fließt der Reichenbach über höchstens einen halben Meter eingetiefter, bis zu einem Meter breiter Sohle mit kiesigem bis steinigem Sediment.
Der Reichenbach fließt ab seinem Wiederaustritt aus der Verdolung in Reichenbach im Wasserschutzgebiet „Werth, Tiefbrunnen I und II“ von Westhausen. Wasserfassungen gibt es im Einzugsgebiet selbst keine, wohl aber wenig gegenüber der Mündung in den rechten Jagstaue.

## Tourismus
Dicht an der südlichen Wasserscheide entlang verläuft der  Schwäbische-Alb-Nordrand-Weg (Hauptwanderweg 1), dicht an der westlichen entlang der  Main-Donau-Bodensee-Weg (Hauptwanderweg 4) des Schwäbischen Albvereins.

### LUBW
Amtliche Online-Gewässerkarte mit passendem Ausschnitt und den hier benutzten Layern: Lauf und Einzugsgebiet des Reichenbachs

Allgemeiner Einstieg ohne Voreinstellungen und Layer: Daten- und Kartendienst der Landesanstalt für Umwelt Baden-Württemberg (LUBW) (Hinweise)
1. 1 2 3 4 5 6  Höhe nach dem Höhenlinienbild auf dem Hintergrundlayer Topographische Karte.
2. 1 2  Höhe nach grauer Beschriftung auf dem Hintergrundlayer Topographische Karte.
3. 1 2  Länge nach dem Layer Gewässernetz (AWGN).
4. ↑  Einzugsgebiet nach dem Layer Basiseinzugsgebiet (AWGN).
5. ↑  Natur teilweise nach dem Layer Geschützte Biotope.
6. 1 2  Einzugsgebiet abgemessen auf dem Hintergrundlayer Topographische Karte.
7. ↑  Schutzgebiete nach den einschlägigen Layern, Natur teilweise nach dem Layer Geschützte Biotope.

### Andere Belege
1. ↑  Abfluss-BW - Daten und Karten
2. ↑  Alter Lauf unterhalb von Reichenbach nach: 
  - Meßtischblatt 7127 Lauchheim von 1935 in der Deutschen Fotothek
3. ↑  Hansjörg Dongus: Geographische Landesaufnahme: Die naturräumlichen Einheiten auf Blatt 171 Göppingen. Bundesanstalt für Landeskunde, Bad Godesberg 1961. → Online-Karte (PDF; 4,3 MB)
4. ↑  Geologie nach den Layern zu Geologische Karte 1:50.000 auf: Mapserver des Landesamtes für Geologie, Rohstoffe und Bergbau (LGRB) (Hinweise)